# Appendicula togarupia
Appendicula togarupia är en orkidéart som beskrevs av Paul Ormerod. Appendicula togarupia ingår i släktet Appendicula och familjen orkidéer. Inga underarter finns listade i Catalogue of Life.